# Pierre Bacot
Pierre Bacot (1671-1730) est un planteur huguenot français émigré en Caroline du Sud coloniale, où il a fait souche.

## Biographie
Né à Tours le 15 novembre 1671, Pierre (III) Bacot est le fils de Pierre (II) Bacot (1637-1702), maître ouvrier en soie, et Jacquine Menessier (1649-1709), et le petit-fils de Pierre (I) Bacot (1597-ca. 1666), maître ouvrier en soie, et de Jeanne Moreau (1613-après 1671). Pour échapper aux persécutions des protestants consécutives à l'édit de Fontainebleau qui révoque l'édit de Nantes, Pierre (II) Bacot et son épouse Jacquine fuient la France, emmenant avec eux leurs fils Pierre (III) et Daniel. Ils arrivent à Charles Town, en Caroline du Sud en 1685. Ils ont une fille Elizabeth, qui naît en 1696 en Caroline du Sud (elle épousera Jonas Bonhorst), et reçoivent des concessions de terres en 1699 et 1700 dans la paroisse de St Andrews, terres qui devinrent une partie de Middleton Place (en). La famille est naturalisée vers 1696.
Cette période est connue sous le nom du Refuge, après la révocation de l'édit de Nantes, durant laquelle les protestants français se voient interdire par Louis XIV de quitter le pays et reçoivent l'ordre de se convertir au catholicisme sous peine de mort. Les 45 premiers réfugiés en Caroline du Sud arrivent à Charles Town en 1680 à bord du HMS Richmond, un navire de guerre britannique. Le Margaret arrive en 1685, suivi de plusieurs autres navires au cours des années suivantes.
Après la mort de son père, Pierre (III) Bacot et son frère Daniel déménagent à Goose Creek, à environ vingt milles en amont de Charles Town, sur la rivière Cooper. Au début de l'époque coloniale, Goose Creek devient le port d'attache des « Goose Creek Men », faction politiquement et économiquement puissante contestant constamment l'autorité des Lords Propriétaires dans la colonie. Alors que les habitants blancs étaient en grande partie anglicans, de nombreux huguenots s'y établissent après 1700.
Les « Goose Creek Men » sont devenus les chefs de file du commerce indien à son début et, dans les années 1690, nombre d'entre eux occupent des postes importants au sein du gouvernement colonial. Au début, les « Goose Creek Men » faisaient principalement la traite d'esclaves indiens, mais plus tard, le commerce des peaux de cerf prévaut. Pierre Bacot gagne principalement sa vie de l'achat et de la vente de terres.
Une croix de granit placée sur le site d'une église française fondée vers 1682 près du cours supérieur de Goose Creek marque ce qui fut probablement le troisième site colonisé par les huguenots en Caroline du Sud.

## Famille
Pierre (III) Bacot épouse en premières noces Marianne Fleur du Gué, alias Marianne Fleury, qui décède avant 1716 ; ils n'ont pas eu d'enfants. Il se remarie en 1716 avec Marie Péronneau (1685-1773). Le couple a quatre enfants :
1. Samuel (1716-1771), qui épouse Rebecca Foissin et s'installe dans le district de Darlington.
2. Mary (1717-1806), qui épouse Peter Allston.
3. Elizabeth (1725-1789), qui épouse Charles Dewar (1720-1775).
4. Peter (1728-1787), qui épouse Elizabeth Harramond et s'installe comme marchand à Charleston.
Pierre (III) Bacot a demandé à Henrietta Johnston de peindre son portrait, celui de sa première épouse Marianne et celui de sa sœur Elizabeth. Le portrait de Pierre Bacot et celui de son épouse Marianne ont été offerts au Metropolitan Museum of Art (« The Met ») de New York en 1947. Le mari d'Henrietta, le révérend Gideon Johnston (1668-1716), évêque du commissaire de Londres en Caroline du Sud, a déclaré à propos de Charles Town dans une lettre à l'évêque de Salisbury en 1708 : « Je ne me suis jamais autant repenti de quoi que ce soit... comme de ma venue à cet endroit » ; « les gens ici... sont la plus vile des races d'hommes sur terre » ; tandis que dans un rapport de 1709 adressé aux autorités de l'Église anglaise, il écrit « sans l'aide que ma femme m'apporte en dessinant des images (qui ne peuvent durer que peu de temps dans un endroit si mal peuplé), je ne pourrais pas vivre ».

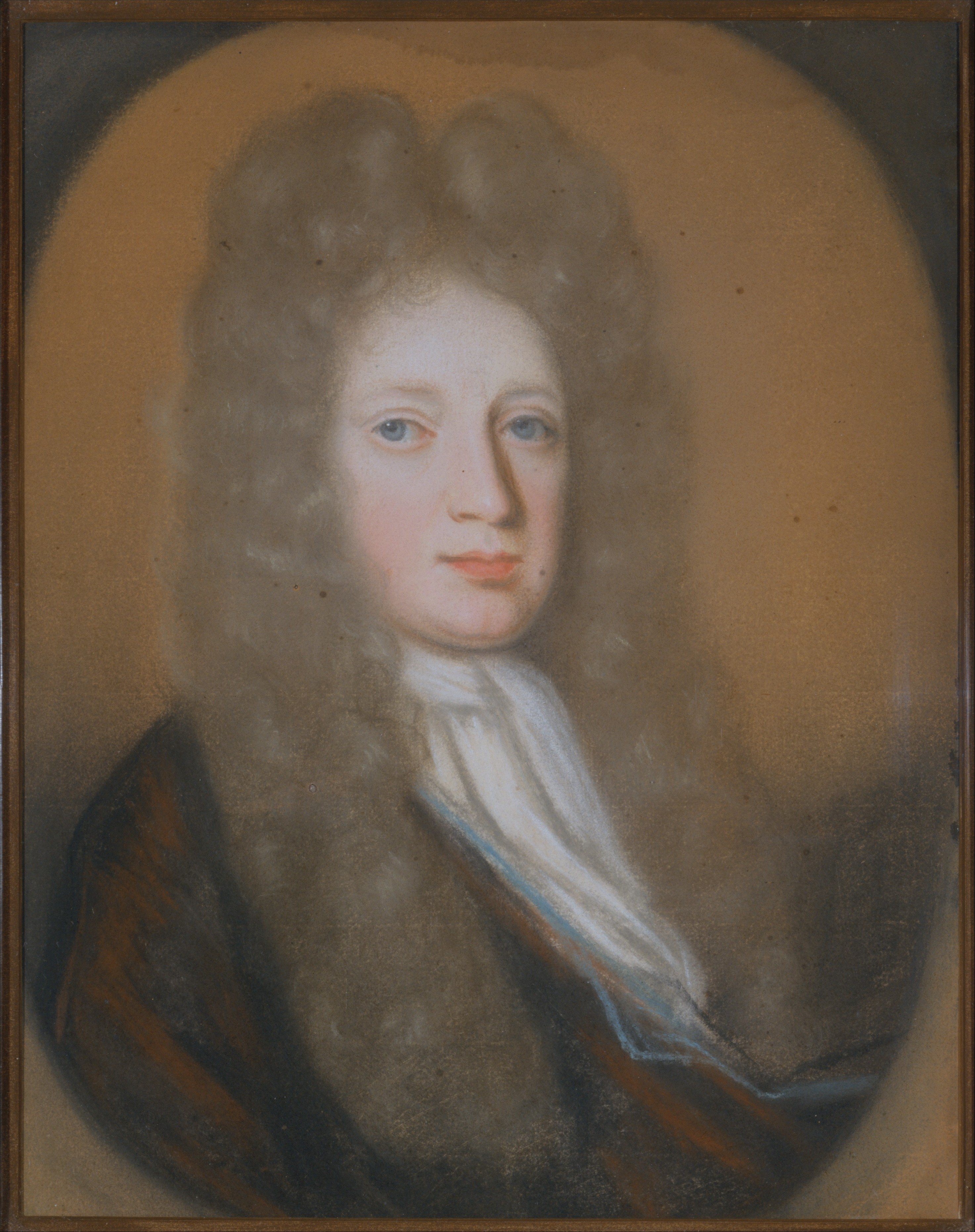
Pierre Bacot, pastel, par Henrietta Johnston (The Met)
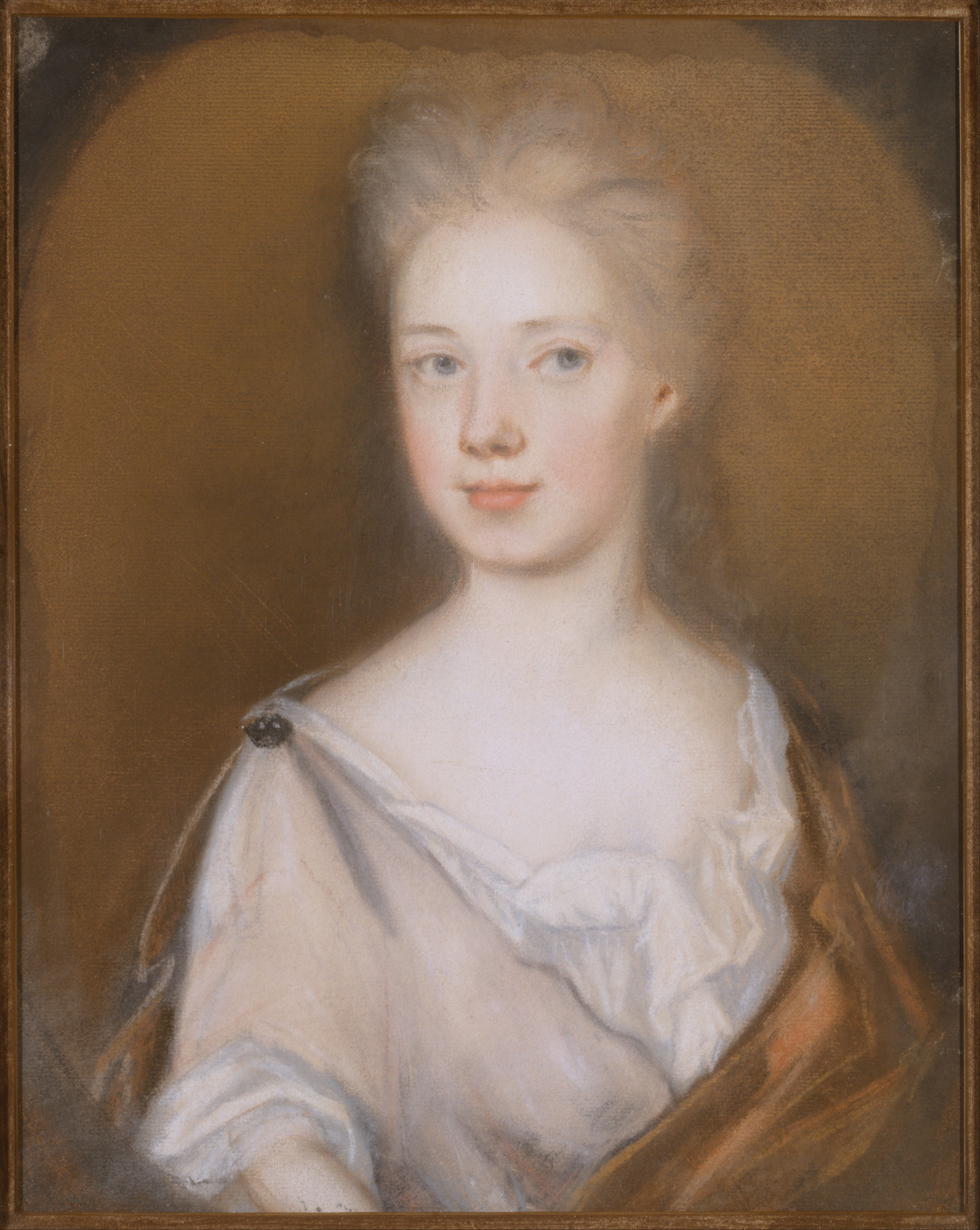
Mrs Pierre Bacot (Marianne Fleur du Gué), pastel, par Henrietta Johnston (The Met)

## Descendants notables
- Samuel Bacot (1745-1795), petit-fils. Les premiers registres fonciers indiquent qu'il s'installe dans l'arrière-pays de la Caroline du Sud vers 1770. Il sert dans la milice d'État pendant la Révolution américaine, est fait prisonnier par les Britanniques en 1780, mais s'enfuit avec ses compagnons, évitant ainsi l'incarcération dans une prison de Charles Town[16].
- Elizabeth Bacot, (ca. 1746-après 1808), petite-fille, sœur de Samuel Bacot (1745-1795) mariée en seconde épouse avec William Gause Jr (1746-1808). William et Elizabeth accueillent le président George Washington au petit-déjeuner le 27 avril 1791 lors de sa tournée dans le sud. La maison Gause était située près de Gause's Landing, du côté ouest et sain de Shallotte Inlet. Gause était un ancien combattant, ayant perdu une jambe pendant la Révolution et ayant servi à la Chambre des communes de Caroline du Nord en 1778[17].
- Thomas Wright Bacot (1765-1834), petit-fils, maître de poste des États-Unis à Charleston nommé par le président George Washington, premier grand maître de la nouvelle Grande Loge des anciens francs-maçons de Caroline du Sud (1817-1820), épouse Jane McPherson DeSaussure (1768-1801), et est enterré au cimetière de l'église épiscopale Saint Philip à Charleston[18]. Albert G. Mackey, médecin et auteur de livres et d'articles sur la franc-maçonnerie, rapporte qu'à la mort de Thomas Wright en 1834, « la Grande Loge reçut l'ordre de porter le deuil pendant six mois »[19].
- Le Dr Daniel DeSaussure Bacot (1828-1862), arrière-arrière-petit-fils, épouse Rosa Taylor (1832-1925). Diplômé du Charleston Medical College en 1848, il exerce à Piedmont et à Orangeburg, en Caroline du Sud, et décède à Pendleton, en Caroline du Sud[20].
- Ada White Bacot (1832-1911), arrière-arrière-arrière-petite-fille, devient, après son veuvage, infirmière confédérée en 1861-1863. Ada, bien éduquée pour une femme du Sud, possède 700 acres sur Arnmore, héritage de son mari et cousin germain Thomas Wainwright Bacot. Ils étaient mariés depuis cinq ans lorsque celui-ci est assassiné par son régisseur en 1856[21]. Ses deux filles décèdent chacune à l'âge de deux ans, la laissant veuve sans enfant à vingt-quatre ans. Elle retourne dans la plantation de son père à Roseville, mais décide de se porter volontaire comme infirmière confédérée au début de la guerre[22],[23].
- Thomas Alfred Clarke (1864-1909), arrière-arrière-arrière-arrière-petit-fils, associé de la McCown and Clarke Company, « Planters, Stock Raisers, and Merchants » à Florence en Caroline du Sud, fondée en 1909[24],[13].